# Michel Boileau

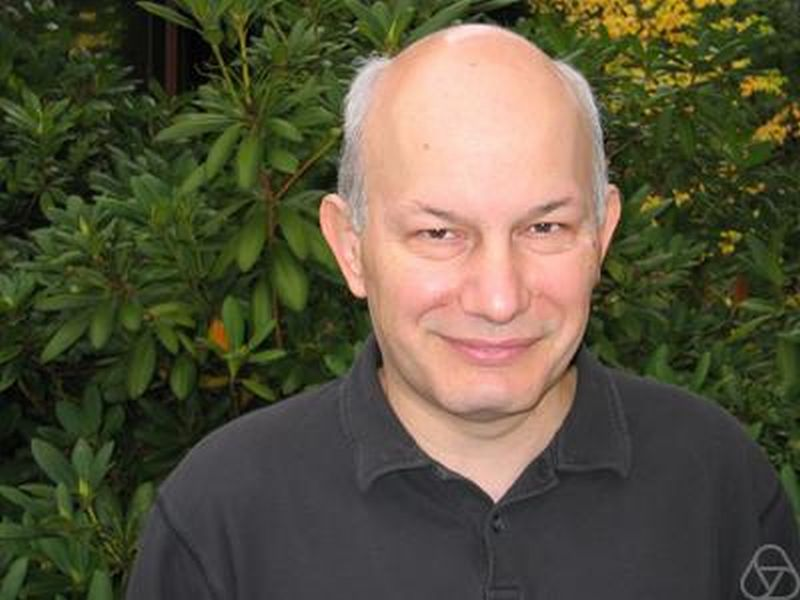
Michel Boileau (2005)

Michel Boileau ist ein französischer Mathematiker.
Boileau wurde 1979 bei Laurence Siebenmann an der Universität Paris-Süd in Orsay promoviert (Inversibilite des noeuds de Montesinos). Er lehrte an der Universität Paul Sabatier (Toulouse) und ist heute (Stand: 2024) emeritierter Professor an der Universität Marseille.
Er befasst sich mit algebraischer und geometrischer Topologie (3-Mannigfaltigkeiten, Knotentheorie, Orbifolds), aber auch mit Gruppentheorie und Dynamischen Systemen.
2010 veröffentlichte er mit Kollegen eine Ausarbeitung des Beweises der Poincaré-Vermutung durch Grigori Perelman.
1991, 1997, 2000 und 2005 organisierte Boileau die Oberwolfach-Tagung Niedrigdimensionale Topologie.

## Schriften
- mit Heiner Zieschang: Heegaard genus of closed orientable Seifert 3-manifolds. In: Inventiones Mathematicae. Band 76, Nr. 3, 1984, S. 455–468, doi:10.1007/BF01388469.
- mit Markus Rost, Heiner Zieschang: On Heegaard decompositions of torus knot exteriors and related Seifert fibre spaces. In: Mathematische Annalen. Band 279, Nr. 3, 1988, S. 553–581, doi:10.1007/BF01456287.
- mit Jean-Pierre Otal: Scindements de Heegaard et groupe des homéotopies des petites variétés de Seifert. In: Inventiones Mathematicae. Band 106, Nr. 1, 1991, S. 85–107, doi:10.1007/BF01243906.
- mit Shicheng Wang: Non-zero degree maps and surface bundles over S1. In: Journal of Differential Geometry. Band 43, Nr. 4, 1996, S. 789–806, doi:10.4310/jdg/1214458532.
- mit Joan Porti: Geometrization of 3-orbifolds of cyclic type (= Astérisque. 272). Société Mathématique de France, Paris 2001, ISBN 2-85629-100-7 (Digitalisat).
- mit Bernhard Leeb, Joan Porti: Geometrization of 3-dimensional orbifolds. In: Annals of Mathematics. Serie 2, Band 162, Nr. 1, 2005, S. 195–290.
- mit Laurent Bessières, Gérard Besson, Sylvain Maillot, Joan Porti: Geometrisation of 3-Manifolds (= EMS Tracts in Mathematics. 13). European Mathematical Society (EMS), Zürich 2010, ISBN 978-3-03719-082-1.
- mit Laurent Bessières, Gérard Besson, Sylvain Maillot, Joan Porti: Collapsing irreducible 3-manifolds with nontrivial fundamental group. In: Inventiones Mathematicae. Band 179, Nr. 2, 2010, S. 435–460, doi:10.1007/s00222-009-0222-6.